# Euschmidtia
Euschmidtia is een geslacht van rechtvleugeligen uit de familie Euschmidtiidae. De wetenschappelijke naam van dit geslacht is voor het eerst geldig gepubliceerd in 1889 door Ferdinand Anton Franz Karsch.
Het geslacht noemde hij naar luitenant Carl Wilhelm Schmidt, die de soort Euschmidtia sansibarica had verzameld in het Usambaragebergte in het tegenwoordige Tanzania.

## Soorten
Het geslacht Euschmidtia omvat de volgende soorten:
- Euschmidtia appendiculata Descamps, 1964
- Euschmidtia bidens Descamps, 1964
- Euschmidtia burtti Descamps, 1964
- Euschmidtia congana Rehn, 1914
- Euschmidtia cruciformis Bolívar, 1895
- Euschmidtia dirshi Descamps, 1964
- Euschmidtia fitzgeraldi Descamps, 1964
- Euschmidtia nyassae Descamps, 1964
- Euschmidtia phippsi Descamps, 1964
- Euschmidtia sansibarica Karsch, 1889
- Euschmidtia shinyangana Descamps, 1964
- Euschmidtia somereni Descamps, 1964
- Euschmidtia tangana Descamps, 1964
- Euschmidtia uvarovi Descamps, 1964
- Euschmidtia viridifasciata Descamps, 1973